# Melinoessa tanyglochis
Timana tanyglochis là một loài bướm đêm trong họ Geometridae.